# Ginástica artística nos Jogos Europeus de 2015 - Barras assimétricas
A competição das barras assimétricas foi um dos eventos da ginástica artística nos Jogos Europeus de 2015, em Baku, no Azerbaijão. Foi disputada na Arena Nacional de Ginástica entre os dias 14 e 20 de junho.

## Calendário
Horário de verão do Azerbaijão (UTC+5).
| Data        | Horário | Fase         |
| ----------- | ------- | ------------ |
| 14 de junho |         | Qualificação |
| 20 de junho | 17:24   | Final        |

## Medalhistas
| Ouro   | RUS Aliya Mustafina |
| Prata  | GER Sophie Scheder  |
| Bronze | ROM Andreea Iridon  |

## Resultado

### Qualificação
O resultado da qualificação foi o seguinte. 
| Posição | Ginasta           | Nacionalidade     | Dif.  | Exe.  | Pen. | Total  | Qual. |
| ------- | ----------------- | ----------------- | ----- | ----- | ---- | ------ | ----- |
| 1       | Aliya Mustafina   | RUS Rússia        | 6.500 | 8.700 |      | 15.200 | Q     |
| 2       | Sophie Scheder    | GER Alemanha      | 6.500 | 8.500 |      | 15.000 | Q     |
| 3       | Elisabeth Seitz   | GER Alemanha      | 6.600 | 8.400 |      | 15.000 |       |
| 4       | Victoria Komova   | RUS Rússia        | 6.600 | 8.266 |      | 14.866 |       |
| 5       | Noémi Makra       | HUN Hungria       | 5.900 | 8.566 |      | 14.466 | Q     |
| 6       | Seda Tutkhalyan   | RUS Rússia        | 5.800 | 8.366 |      | 14.166 |       |
| 7       | Céline van Gerner | NED Países Baixos | 5.300 | 8.600 |      | 13.900 | Q     |
| 8       | Tea Ugrin         | ITA Itália        | 5.900 | 7.866 |      | 13.766 | Q     |
| 9       | Andreea Iridon    | ROM Romênia       | 5.600 | 8.133 |      | 13.733 | Q     |
| 10      | Charlie Fellows   | GBR Grã-Bretanha  | 5.800 | 7.800 |      | 13.700 | R1    |
| 11      | Lieke Wevers      | NED Países Baixos | 5.800 | 7.800 |      | 13.600 |       |
| 12      | Lisa Top          | NED Países Baixos | 5.100 | 8.466 |      | 13.566 |       |
| 13      | Angelina Kysla    | UKR Ucrânia       | 5.700 | 7.866 |      | 13.566 | R2    |
| 14      | Valentine Pikul   | FRA França        | 5.700 | 7.733 |      | 13.433 | R3    |

### Final
O resultado final foi o seguinte.
| Posição           | Ginasta               | Dif.  | Exe.  | Pen. | Total  |
| ----------------- | --------------------- | ----- | ----- | ---- | ------ |
| Medalha de ouro   | RUS Aliya Mustafina   | 6.500 | 8.900 |      | 15.400 |
| Medalha de prata  | GER Sophie Scheder    | 6.400 | 8.800 |      | 15.200 |
| Medalha de bronze | ROM Andreea Iridon    | 5.500 | 7.300 |      | 12.800 |
| 4                 | HUN Noémi Makra       | 5.200 | 7.533 |      | 12.733 |
| 5                 | NED Céline van Gerner | 5.300 | 7.366 |      | 12.666 |
| 6                 | ITA Tea Ugrin         | 5.700 | 6.833 |      | 12.533 |